# Ngau Ngak Shan
Ngau Ngak Shan (kinesiska: 牛押山, 马鞍山, 馬鞍山) är en bergskedja i Hongkong (Kina). Den ligger i den norra delen av Hongkong.
Ngau Ngak Shan sträcker sig 3,7 km i nord-sydlig riktning. Den högsta toppen är Ngong Ping Shan, 568 meter över havet.
Topografiskt ingår följande toppar i Ngau Ngak Shan:
- Ma On Shan
- Ngong Ping
- Ngong Ping Shan